# Schmede
Schmede ist ein Ortsteil der Gemeinde Hatten im niedersächsischen Landkreis Oldenburg im Naturpark Wildeshauser Geest.

## Geographie
Das Dorf liegt etwa zwei Kilometer nordöstlich von Kirchhatten. Es gibt drei landwirtschaftliche Haupterwerbs- und einige Nebenerwerbs-Betriebe, eine Tierarztpraxis sowie einige Einzelwohnhäuser. Der Ort ist über die Buslinien 275/270 Haltestelle Schmede erreichbar.

## Geschichte
Bis 1758 gehörte Schmede noch zur Gemeinde Ganderkesee.
Seit 1994 ist der Reitklub Frei Tempo mit einer Reitanlage und angeschlossener Gastronomie am Schmeder Weg ansässig.
Am 31. Dezember 2015 hatte der Ort 49 Einwohner.